# Palatul BNR
Palatul BNR este o clădire din centrul vechi al Bucureștiului, Lipscani, sediul Băncii Naționale a României. A fost considerat citadela liberalilor.
Preluând terenul ocupat de un han în secolul al XVII-lea, construcția palatului BNR arată dimensiunea economică survenită în anul 1880 și orientarea spre cultura europeană. Modernizarea urbană a fost ghidată de arhitecți formați la École de Beaux Arts din Paris. Astfel, prin așezarea sa în zona istorică, BNR a încurajat formarea districtului financiar. Arhitectura aparține Renașterii înalte franceze, ca fațadă avem un statuar de foarte bună calitate Ion Georgescu (A realizat două dintre cele patru statui care decorează fațada Palatului Vechi dinspre strada Lipscani. Este vorba despre zeițele agriculturii și justiției, Ceres și Themis. și Ștefan Ionescu-Valbudea (celelalte două sculpturi, Industria si Comerțul). Aceleași detalii continuă în interior, prin holul central și scările monumentale pană la etajul principal. Pictura murală a fost realizată de George Demetrescu Mirea (A pictat două panouri decorative, realizate într-o manieră academică de influență barocă, amplasate pe pereții laterali ai Sălii de Consiliu, pe suporturi de formă ovală. Ele înfățișează scene mitologice reprezentându-i pe zeii Mercur și Prometeu.), Nicolae Grigorescu (1894) și Eugen Voinescu (1893). Conceput pentru o piață mare, palatul este însă înconjurat de străzi înguste, văzut doar din perspective tangențiale de-a lungul străzilor laterale.